# Marek Rutkiewicz
Marek Rutkiewicz (nascido em 8 de maio de 1981) é um ciclista polonês, que tornou-se um piloto profissional em 2001. Atualmente compete para a equipe CCC-Sprandi-Polkowice.